# Klimat górski
Klimat górski – rodzaj klimatu cechujący się zmienną pogodą, dużym natężeniem promieniowania słonecznego, obniżeniem temperatury powietrza wraz ze wzrostem wysokości (tj. o 0,6 °C co 100 metrów). Wraz ze wzrostem wysokości nad poziomem morza staje się coraz surowszy, a roślinność uboższa aż do zniknięcia roślin (pustynia lodowa).

## Charakterystyka
W górach jest więcej opadów niż na nizinach. Często wieją wiatry, a szczególnie silny i niebezpieczny jest wiatr fenowy. Wieje on z południa, jest ciepły i suchy, nie przynosi opadów. W zimie powoduje gwałtowne topnienie śniegu i niebezpieczeństwo lawin. W górach występują częste mgły i zachmurzenia.
Z powodu temperatury zmieniającej się wraz z wysokością, układ roślin jest tam piętrowy.
Piętra klimatyczno-roślinne na przykładzie Tatr:
- pogórze: 800–900 m n.p.m.
- regiel dolny: 900–1250 m n.p.m.; lasy liściaste i mieszane
- regiel górny: 1250–1550 m n.p.m.; lasy iglaste
- kosodrzewina: 1550–1800 m n.p.m.
- hale: 1800–2300 m n.p.m.; łąki wysokogórskie
- turnie: powyżej 2300 m n.p.m.; nagie skały

## Występowanie
Strefy klimatu górskiego występują na wypiętrzonych terenach Himalajów, Alp, Kordylierów, Andów oraz w najwyższych górach Afryki. W innych regionach specyficzne warunki tworzą lokalny klimat górski. Wysokość, która określa początek strefy klimatu górskiego, zależy od szerokości geograficznej. W Himalajach jest to 2700 m n.p.m., w Alpach 900 m n.p.m., a w górach Sierra Nevada to 1200 m n.p.m..